# Ciuperceni (Teleorman)
Ciuperceni é uma comuna romena localizada no distrito de Teleorman, na região de Muntênia. A comuna possui uma área de 32.61 km² e sua população era de 1769 habitantes segundo o censo de 2007.